# Arachnothryx sessilis
Arachnothryx sessilis är en måreväxtart som beskrevs av Attila L. Borhidi och G.Ortiz. Arachnothryx sessilis ingår i släktet Arachnothryx och familjen måreväxter. Inga underarter finns listade i Catalogue of Life.